# 邵蔚明
邵蔚明（英語：Shiu Wai-ming，1887年—1956年12月）是一名香港企業家，曾經營古玩和戲院生意，是維他奶的創辦人之一。

## 生平
邵蔚明生於香港，來自商人家庭。他畢業於聖士提反書院。1911年起，他負責打理家族古玩珠寶生意「洛興號」。1931年與姻親羅明佑、梁季典創辦華南影院置業，在華南發展戲院生意。1934年，他成為聯華影業的董事之一，聯華是當時中國最大的三家電影公司之一。
1940年，他接受羅桂祥的邀請，集資創辦香港荳品有限公司和「維他奶」品牌，是公司第二大股東。香港日治時期期間，日本軍政府於1942年委任邵蔚明為西區（上環）區長。他母親、弟妹、女兒等人逃難到廣西桂林。1944年，邵與友人譚榮光開辦光明洋行，經營入口生意。
戰後，邵蔚明繼續投資不同生意。1954年，他創立洛興漁業，發展拖網漁產生意。1956年，邵蔚明逝世，享年69歲。邵蔚明曾為多個組織服務：聖士提反書院舊生會

## 家庭
邵蔚明的祖父邵洛卿早年從廣東番禺來港，於1870年創辦洛興號，經營古玩珠寶中日貿易生意，產品深受中外政商界人士歡迎。位於中環皇后大道中33號洛興行於1890年落成，該座三層高的大樓，地下為洛興號，一至二樓分租給各大商號，大樓後座是家族居所。邵洛卿1911年死後將生意交給邵蔚明繼承。家族財產由分別於1934年和1939年成立的邵溢謙置業按揭有限公司和洛興置業有限公司管理。
毗鄰洛興行的商號大多於1950年代末重建，令洛興行出現結構安全問題。1959年，6家租戶需遷離。1964年，洛興行被政府勒令封閉。家族於1969年將地皮出售予萬邦投資，物業於1971年重建為萬邦行。
邵蔚明弟弟邵柏年和堂兄邵介人亦活躍於香港電影業，他們在1939年創辦灣仔國泰戲院，於日治時期照常營業，戰後成為左派電影的主要播放場所。1950-60年代，邵柏年以「文武」藝名出品26套功夫電影。邵蔚明的孻弟邵偉才，他是信德集團的高級職員，是何鴻燊家族的重要夥伴。
邵蔚明有妻妾四人，育有七子五女，其中一名兒子邵志堅繼承他的生意，1952年起參與維他奶之業務，於1987年至2006年長年擔任公司非執行董事。另一名兒子邵豪晃，他的妻子是歌星韋秀嫻，上海商人韋伯貴和粵劇名伶李雪芳之女。邵蔚明女兒邵寄梅是香港真光中學校友，她為該校成立邵蔚明助學進修基金以紀念父親。邵蔚明其中一名曾孫是香港小姐邵珮詩。